# Província de Oshima
Oshima (渡島国, Oshima no kuni) foi uma breve província do Japão em Hokkaidō.  Corresponde à parte sul das atuais sub-prefeituras de Oshima e Hiyama.

## História
- 15 de agosto de 1869: Oshima é estabelecida com sete distritos.
- 1872: Um censo reporta 75830 habitantes na província.
- Julho de 1881: Os distritos de Tsugaru e Fukushima são unidos para formar o distrito de Matsumae, reduzindo o número de distritos a seis.
- 1882: Províncias dissolvidas em Hokkaidō.

## Distritos
- Kameda (亀田郡, -gun))
- Kayabe (茅部郡)
- Kamiiso (上磯郡)
- Fukushima (福島郡), unido ao distrito de Tsugaru em 1881 para formar o Distrito de Matsumae
- Tsugaru (津軽郡), unido ao distrito de Fukushima em 1881 para formar o Distrito de Matsumae
- Hiyama (檜山郡)
- Nishi (爾志郡)